# Séraphin De Smet
Séraphin De Smet, ook genaamd De Smet De Lange (Oostakker, 14 augustus 1803 - Gent, 26 december 1886) was een Belgisch volksvertegenwoordiger.

## Levensloop
De Smet was een zoon van vrachtvervoerder Jean-Baptiste De Smet en van Rosalie Verbrugge. Hij trouwde met Thérèse De Lange.
Hij was beroepshalve zaakwaarnemer en was ongetwijfeld succesvol, want hij was verkiesbaar voor de Senaat, wat een aanzienlijk patrimonium veronderstelde. Op het einde van een actief beroepsleven, werd hij in 1870 katholiek volksvertegenwoordiger voor het arrondissement Gent en vervulde dit mandaat tot in 1878.
Hij was betrokken bij nogal uiteenlopende zaken. Zo was hij:
- bestuurder van de Compagnie anonyme des Cristalleries et Verreries Namuroises;
- bestuurder van de Crédit Agricole International;
- bestuurder van de Banque de Crédit Agricole et Industriel in Gent;
- bestuurslid van de Société d'Histoire naturelle;
- voorzitter van het Landbouwdistrict in Gent;
- voorzitter van de École théorique et pratique d'Horticulture de Gand.